# Todd Phillips
Todd Phillips (nascido Todd Bunzl; Brooklyn, 20 de dezembro de 1970) é um roteirista e diretor de cinema estadunidense. Ele é mais conhecido pelo super sucesso Joker que lhe rendeu indicações ao Óscar por Melhor Filme, Melhor Diretor e Melhor Roteiro Adaptado.
Todd nasceu no Brooklyn, em Nova Iorque e entrou na Tisch School of the Arts, mas abandonou o curso para focar na conclusão de seu primeiro documentário, Hated: GG Allin and the Murder Junkies, sobre a vida e a morte do controverso vocalista de punk rock GG Allin. Nesta época, ele trabalhou na Kim's Video and Music, uma videolocadora especializada em filmes explícitos e raros. Ele também fez uma ponta como motorista de táxi no início do seriado Taxicab Confessions, da HBO.

## Filmografia como diretor
- Hated: GG Allin and the Murder Junkies (1994, documentário)
- Frat House (1998, documentário)
- Road Trip (2000)
- Bittersweet Motel (2000, documentário)
- Old School (2003)
- Starsky & Hutch (2004)
- School for Scoundrels (2006)
- The Hangover (2009)
- Due Date (2010)
- The Hangover: Part II (2011)
- Project X (2012)
- The Hangover: Part III (2013)
- War Dogs (2016)
- Joker (2019)
- Joker: Folie à Deux (2024)